# 让-巴蒂斯特·沙尔科
让-巴蒂斯特·沙尔科（法語：Jean-Baptiste Charcot，1867年7月15日—1936年9月16日）法國科學家、醫生、極地科學家及海軍軍官。他父親是法國著名精神學家让-马丹·沙尔科。
他同時也是一名素負盛名的運動員，是1896年法國橄欖球聯盟的冠軍和1900年巴黎奧運的帆船雙料銀牌得主。

## 生平
1867年7月15日，沙尔科生於法國塞纳河畔讷伊。1904年至1907年，沙尔科被指派為法國南極遠征的領導者，搭乘法國人號探索南極格雷厄姆地西部海岸。1905年，遠征隊抵達阿德萊德島，並拍下帕默群島和盧貝海岸的相片。1908年至1910年，沙尔科搭乘普爾夸帕號參與另一次法國遠征，探索別林斯高晉海和阿蒙森海，並發現盧貝地、瑪格麗特灣、沙爾科島等地。他也將一座發現的島嶼命名為雨果島，以紀念他妻子讓娜·雨果的祖父維克多·雨果。
1921年，沙尔科探索羅科爾。1925年至1936年，沙尔科探索東部格陵蘭和斯瓦尔巴。1936年，他死於冰島外海普爾夸帕號的船難事故。

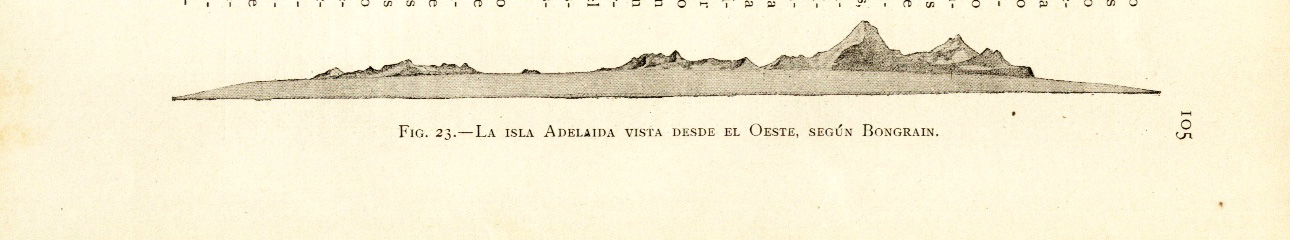
由西側看過去的阿德萊德島

## 纪念
1936年，埃纳尔·荣松（Einar Jónsson）在雷克雅維克設立了一座紀念碑。1952年，里卡聚尔·荣松（Ríkarður Jónsson）又建了另一座紀念碑。

## 外部連結
- Sur les traces du "Pourquoi-Pas?"Archive.today的存檔，存档日期2013-01-01

- 沙尔科的葬禮
- 纪念沙尔科的布告牌，位在格陵蘭斯科斯比松
- 普尔夸帕號